# Alimento probiótico

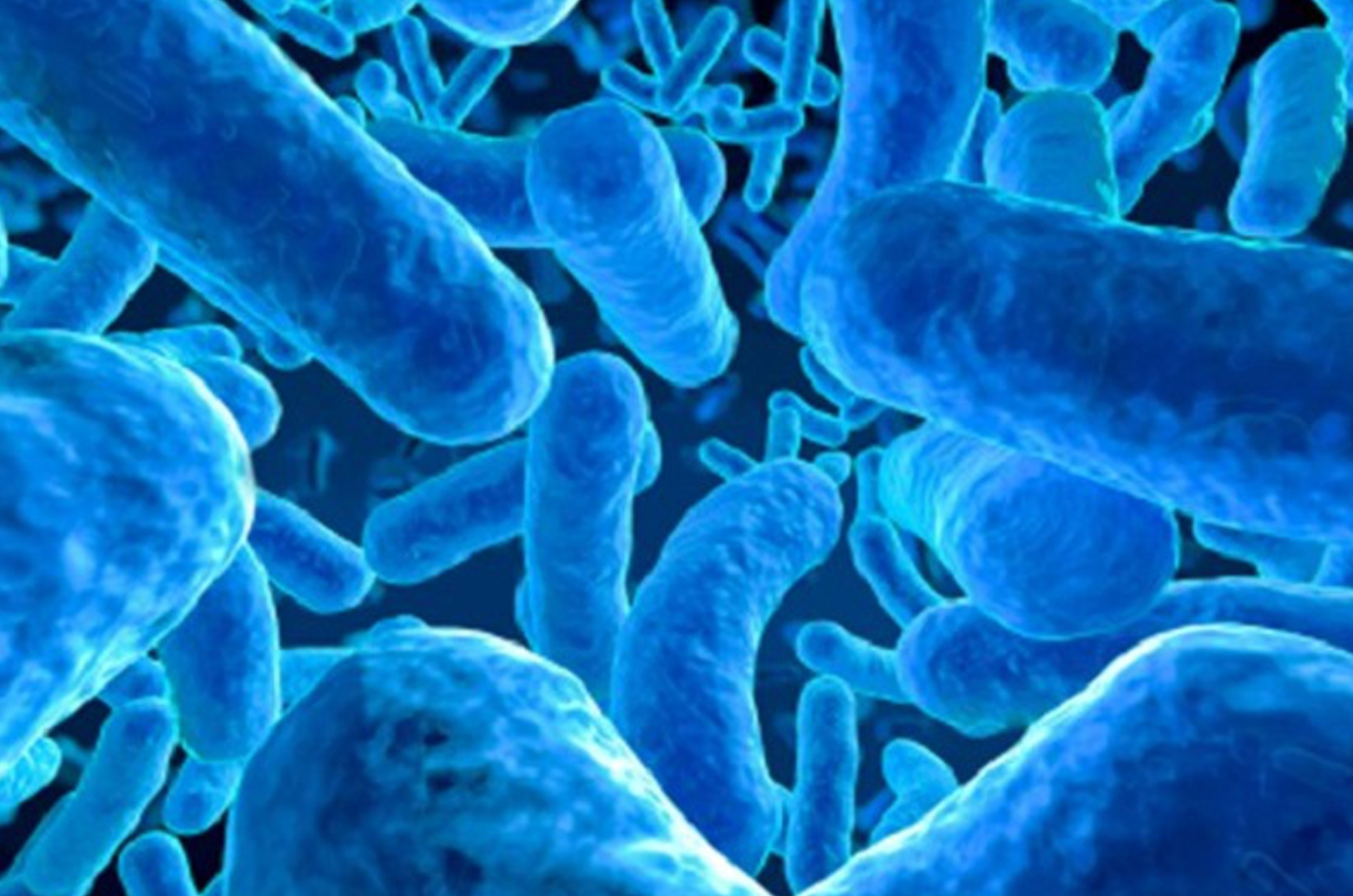
Microorganismos vivos en probióticos bajo el microscopio.

Los alimentos probióticos son organismos vivos adicionados que permanecen activos en el intestino en cantidad suficiente como para alterar la microbiota intestinal del huésped, tanto por implantación como por colonización. Pueden tener efectos beneficiosos cuando son ingeridos en cantidades suficientes. Pueden atravesar el aparato digestivo y recuperarse vivos en los excrementos, pero también se adhieren a la mucosa intestinal.
En el año 2002, la Organización Mundial de la Salud (OMS) definió los probióticos como «microorganismos vivos que, cuando son suministrados en cantidades adecuadas, promueven beneficios en la salud del organismo anfitrión». Más adelante, en 2014, se publica una serie de aclaraciones para el uso adecuado del término probiótico:
1. Que los microbios deben estar vivos en una cantidad adecuada cuando se administren.
2. Las cepas deben identificarse genéticamente, clasificarse utilizando la terminología más reciente y designarse con números, letras o nombres.
3. Se deben realizar estudios de tamaño y diseño apropiados para designar una cepa como probiótico y usar la cepa(s) en el hospedero al que están destinados los probióticos (humanos, ganado, mascotas, etc.).
4. Las cepas que se ha demostrado que confieren un beneficio para una condición pueden no ser probióticas para otra aplicación.
5. Las cepas que son probióticas para humanos pero que se utilizan en estudios con animales deben designarse claramente como probióticos humanos en pruebas experimentales.

Algunos alimentos, como los yogures frescos, leche cruda, suero de mantequilla, el kéfir, el jocoque, algunos quesos y otros productos fermentados como los encurtidos, chucrut, kimchi, miso, vinagre de manzana y kombucha pueden contener probióticos. A pesar de que los probióticos son considerados seguros, en ciertos casos pueden causar interacciones bacteria-hospedador y efectos secundarios adversos.

## Efectos sobre la salud

### Beneficios
Aunque se especula que hay numerosos efectos beneficiosos sobre la salud derivados del uso de probióticos comerciales, tales como la reducción de molestias gastrointestinales o el fortalecimiento del sistema inmunitario, tales afirmaciones requieren mayor respaldo por pruebas científicas.

### Riesgos
Los probióticos se consideran generalmente seguros, pero actualmente se conoce que pueden causar efectos secundarios adversos en casos raros, que pueden llegar a ser graves.
La manipulación de la microbiota intestinal es compleja y puede causar interacciones bacteria-huésped. Algunas personas, como aquellas con inmunodeficiencia, síndrome del intestino corto, catéteres venosos centrales, enfermedad valvular cardíaca y bebés prematuros, pueden estar en mayor riesgo de efectos secundarios adversos. En personas gravemente enfermas con enfermedad inflamatoria intestinal existe el riesgo de que las bacterias del tracto gastrointestinal pasen a los órganos internos (translocación bacteriana) y provoquen una bacteriemia, lo que puede causar consecuencias graves sobre la salud. En casos raros, el consumo de probióticos por niños con una deficiencia inmunitaria o que ya están gravemente enfermos puede resultar en bacteriemia o fungemia (es decir, bacterias u hongos en la sangre), lo que puede conducir a la sepsis (una enfermedad potencialmente mortal).

## Géneros, especies y cepas utilizados como probióticos

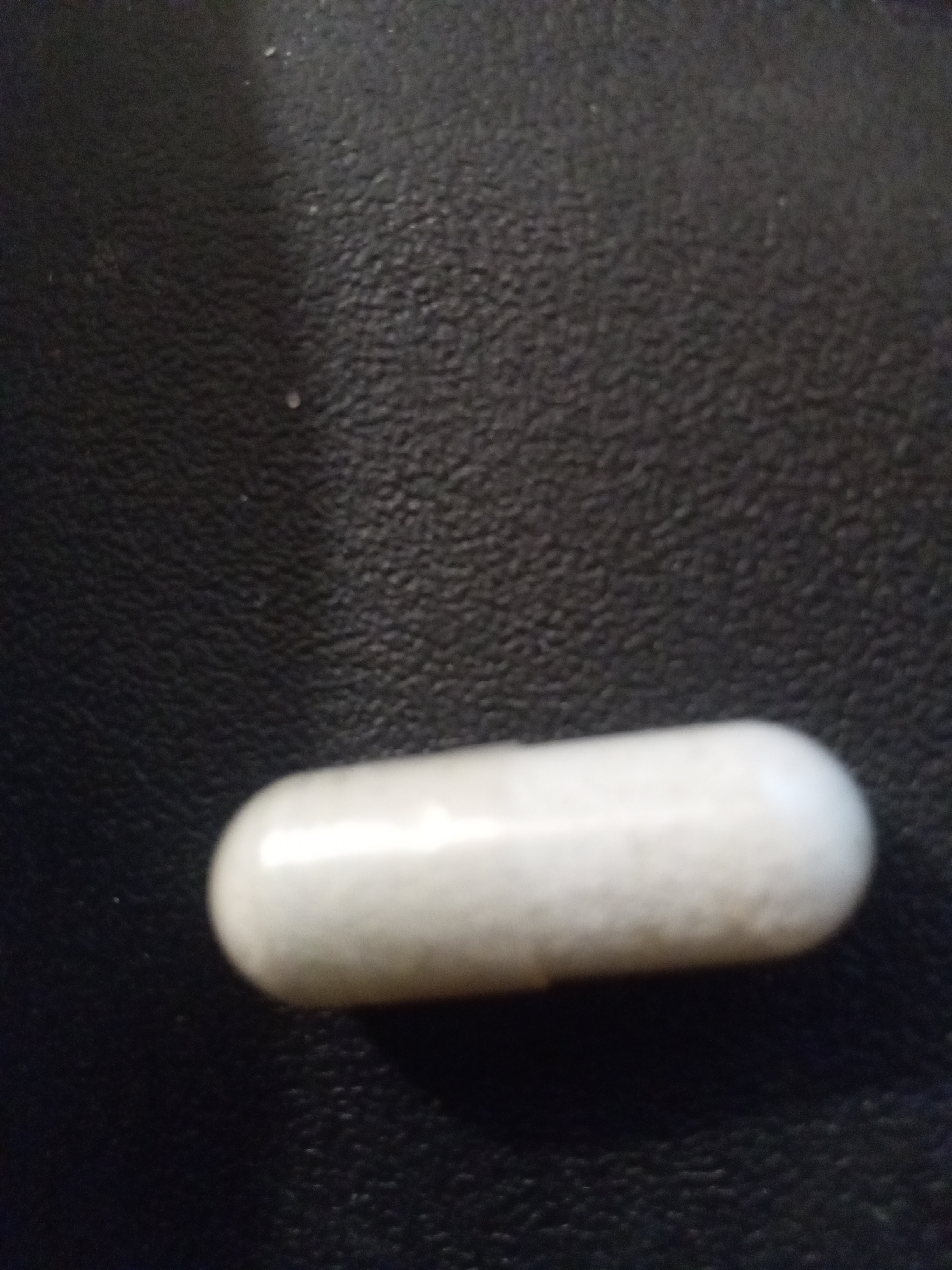
Un probiótico de 16 cepas con FOS

Las cepas de probióticos se identifican según su género, especie, subespecie (si corresponde) y una designación alfanumérica que identifique una determinada cepa. En la comunidad científica, hay un acuerdo en cuanto a la nomenclatura aplicable a los microorganismos —por ejemplo, Lacticaseibacillus casei DN-114 001 o Lacticaseibacillus rhamnosus GG—. La comunidad científica no controla los nombres comerciales. Según las pautas de la OMS/FAO, los fabricantes de probióticos deben registrar sus cepas con un depositario internacional, quien le otorga una designación adicional a las cepas. En el caso de los probióticos, es importante usar las designaciones de las cepas, ya que el enfoque más robusto sobre la evidencia de los probióticos es poder atribuirle beneficios a determinadas cepas o combinaciones de cepas de probióticos a una dosis eficaz.

## Probióticos de derivación humana
Los probióticos de derivación humana son aquellos que están formulados con microorganismos que forman parte natural de nuestra microbiota intestinal y gracias a esto son utilizados como herramienta terapéutica,  ya que solo nuestras propias bacterias son reconocidas por nuestro organismo y este es capaz de utilizarlas para reconstruir nuestra  microbiota, a diferencia de las bacterias de un probiótico de derivación animal.